# Тјековски Храдок
Тјековски Храдок (слч. Tekovský Hrádok) насељено је мјесто са административним статусом сеоске општине (слч. obec) у округу Љевице, у Њитранском крају, Словачка Република.

## Становништво
| Година:    | 1994. | 2004.   | 2014.   | 2024.   |
| ---------- | ----- | ------- | ------- | ------- |
| Број људи: | 307   | 327     | 355     | 370     |
| Разлика:   |       | +6,51 % | +8,56 % | +4,22 % |

| Година:    | 2023. | 2024.   |
| ---------- | ----- | ------- |
| Број људи: | 371   | 370     |
| Разлика:   |       | -0,26 % |

Према подацима о броју становника из 2011. године насеље је имало 343 становника.